# معركة آق شهير (1190)
معركة آق شهير أو فيلوميليوم (فيلوميليوم باللاتينية، آق شهير بالتركية) كانت انتصارًا لقوات الإمبراطورية الرومانية المقدسة على القوات التركية لسلطنة الروم في 7 أيار 1190 خلال الحملة الصليبية الثالثة.
في أيار 1189، بدأ الإمبراطور الروماني المقدس فريدريك بارباروسا حملته إلى الأراضي المقدسة كجزء من الحملة الصليبية الثالثة لاحتلال مدينة القدس من قوات صلاح الدين الأيوبي. بعد إقامة طويلة في الأراضي الأوروبية للإمبراطورية البيزنطية، عبر الجيش الإمبراطوري إلى آسيا عبر الدردنيل في الفترة من 22 إلى 28 أيار 1190. بعد التغلب على مقاومة السكان البيزنطيين والقوات التركية غير النظامية، فاجأت قوة تركية قوامها 10,000 جندي تابعة لسلطنة الروم الجيش الصليبي في معسكره قرب آق شهير مساء 7 أيار. شنّ الجيش الصليبي هجومًا مضادًا بألفي جندي من المشاة والفرسان بقيادة فريدريك السادس، دوق سوابيا [الإنجليزية]، وبيرثولد، دوق ميرانيا [الإنجليزية]، مما أدى إلى فرار الأتراك وقتل ما بين 4,174 و5,000 منهم.

## الخلفية
دعا البابا غريغوري الثامن إلى شن حملة صليبية لاستعادة مدينة القدس إلى أيدي المسيحيين بعد خسارتها أمام صلاح الدين الأيوبي عام 1187 ومساعدة المعاقل الصليبية المتبقية في الأرض المقدسة. حمل الإمبراطور الروماني المقدس فريدريك بارباروسا ، أحد قدامى المحاربين في الحملة الصليبية الثانية، الصليب في كوريا كريستي [الإنجليزية] (محكمة المسيح) في كاتدرائية ماينز [الإنجليزية] في 27 آذار 1188 وكان أول من انطلق إلى الأراضي المقدسة في أيار 1189 بجيش قوامه 12000-15000 رجل، بما في ذلك 4000 فارس.
بعد الزحف عبر المجر وصربيا وبلغاريا والإمبراطورية البيزنطية، عبر الجيش الإمبراطوري الدردنيل إلى الأناضول بحلول 28 آذار 1190. كانت هضبة الأناضول تحت سيطرة سلطنة الروم السلجوقية. أثار مرور الجيش الصليبي مقاومة مسلحة من السكان البيزنطيين المحليين في الأناضول. عانت خيول الصليبيين من نقص الأراضي العشبية.
وبعد أن حصل على وعود تركية مسبقة بتأمين العبور الآمن وإعداد الأسواق للجيش الصليبي، فوجئت قوات فريدريك بهجمات تركية خاطفة عليهم عند دخول الأراضي التركية. تم صد الهجوم التركي على المعسكر الإمبراطوري في 30 نيسان، مما أسفر عن مقتل 500 تركي. في الثاني من أيار، هزم الصليبيون هجومًا تركيًا آخر وقتلوا 300 تركي. وفي اليوم التالي، تعرض الجنود الإمبراطوريون لكمين من الأتراك، فأصابوهم بالسهام والحجارة. قُتل فارس يُدعى فيرنر بينما جُرح فريدريك السادس، دوق سوابيا [الإنجليزية]، إلى جانب تسعة فرسان آخرين. صعد الصليبيون إلى الجبل للوصول إلى الكمائن وقتلوا ستين منهم. ثم شرعوا في ذبح النساء والأطفال الأتراك في منطقة منخفضة خصبة. توفي الجندي فريدريش فون هاوزن في 6 أيار بعد سقوطه عن طريق الخطأ من على حصانه أثناء مطاردة القوات التركية الهاربة.

## المعركة
خيّم الصليبيون بالقرب من مدينة آق شهير في 7 أيار. اعتقد الأتراك أن الإمبراطوريين قد استنفدوا جوعهم تمامًا، فهاجموا المعسكر بعشرة آلاف من الفرسان والمشاة في المساء. وكان الهجوم مصحوبًا بإطلاق الصواريخ والحجارة. انطلق الجيش الصليبي من المعسكر مع 2000 رجل، وتبعهم المشاة والفرسان. قاد الصليبيون فريدريك السادس دوق سوابيا [الإنجليزية] وبيرثولد دوق ميرانيا [الإنجليزية]. لقد هُزم الأتراك تمامًا ولم ينجُ الناجون إلا بحلول الليل والتضاريس الجبلية.

## العواقب
مر الصليبيون بفيلوميليون (آق شهير) في 8 أيار، وكانت صفوفهم ضعيفة بسبب الجوع. استمرت الهجمات التركية. في يومي 9 و10 مايو، قتل الصليبيون 64 جنديًا تركيًا، وفي 11 أيار، أُضيف حوالي 250 تركيًا، معظمهم من رماة السهام [الإنجليزية]، إلى العدد الإجمالي. في 12 أيار، عبر الصليبيون جسرًا ضيقًا جعلهم عرضة للخطر بشكل كبير، لكن الأتراك لم يتدخلوا إلا بشكل طفيف، حيث قُتل 20 تركيًا في ذلك اليوم. واصل الصليبيون مسيرتهم حتى وصلوا إلى عاصمة السلاجقة قونية في 13 أيار، حيث دارت معركة كبرى في 18 أيار.

### الخسائر
خسر المسلمون الأتراك 4174 قتيلاً وفقًا لإحصاء الأتراك لقتلاهم في وقت لاحق. ولم يتمكن أحد من العثور على جثث 600 قتيل آخر. تشير تقديرات الصليبيين إلى أن عدد القتلى الأتراك بلغ 5000.

## الاستشهادات
1. ↑  Loud 2010، صفحة 19.
2. ↑  Loud 2010، صفحات 95–96.
3. 1 2  Loud 2010، صفحة 100.
4. ↑  Loud 2010، صفحات 96–99.
5. ↑  Loud 2010، صفحات 100–101.
6. 1 2  Loud 2010، صفحة 101.
7. ↑  Loud 2010، صفحة 102.
8. ↑  Loud 2010، صفحات 102–103.
9. 1 2 3 4  Loud 2010، صفحة 103.
10. 1 2 3 4 5 6 7 8 9 10  Loud 2010، صفحة 104.
11. 1 2 3  Loud 2010، صفحة 105.
12. ↑  Loud 2010، صفحة 106.